# Chemins de fer du Nord-Est
Les Chemins de fer du Nord-Est (Schweizerische Nordostbahn ou NOB) était une compagnie de l'entreprise ferroviaire suisse antérieure à la nationalisation de 1902, qui avec 853 km de lignes, fut la plus grande entreprise ferroviaire de Suisse jusqu'à la formation en 1890 de la Compagnie de la Suisse occidentale et du Simplon.

## Historique

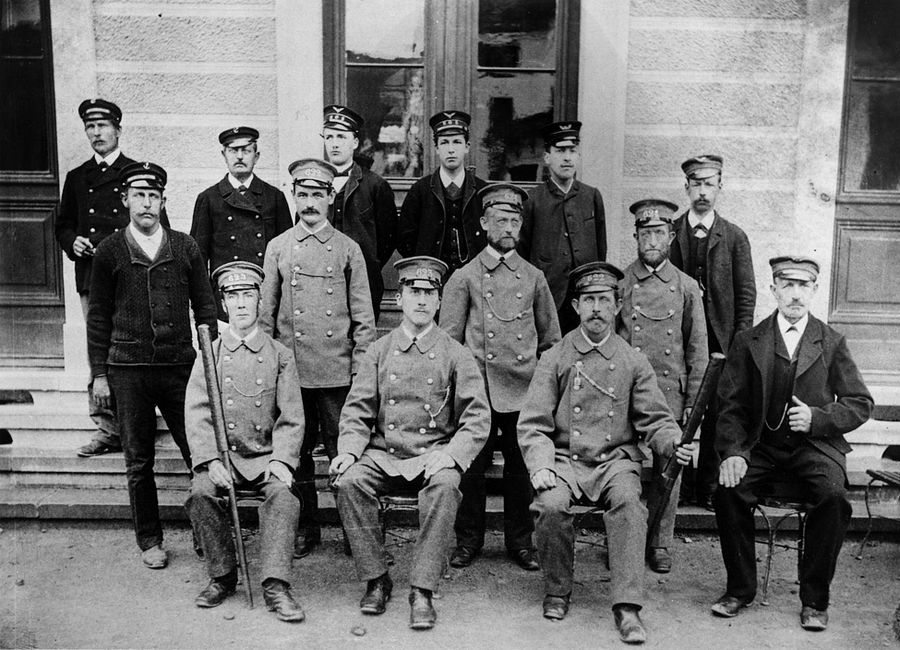
Personnel de la gare de Horgen de la NOB vers 1890

Au milieu du XIXe siècle, les concessions pour les lignes de chemin de fer en Suisse étaient accordées par les cantons jusqu'en 1872. La Constitution suisse de 1848 donnait à la Confédération le pouvoir de choisir à qui incombe la construction de chemins de fer mais la loi fondamentale de 1852 a ensuite quatre ans après d'accorder cette compétence aux cantons et au secteur privé.
La guerre du Sonderbund et ses conséquences firent prendre à la Suisse un retard considérable dans le domaine ferroviaire: en 1844 les premiers rails posés en Suisse appartenaient au réseau français et reliaient Strasbourg à Bâle (en territoire suisse le tracé des rails reliait Saint-Louis à Bâle). 
Alfred Escher, partisan d'un financement du secteur ferroviaire par des fonds privés, fut le principal initiateur économique et politique des chemins de fer du Nord-Est, fondés à Zurich en 1853, par la fusion de la compagnie du Nord-Suisse (Spanischbrötlibahn), projet de 1846, avec celles de Zurich-lac de Constance et des chutes du Rhin. 
La compagnie du Nord-Suisse avait repris en 1846 les projets de la défunte compagnie ferroviaire Bâle-Zurich pour relier ces deux villes, mais sans réussir à surmonter les querelles de tracé entre les cantons de Zurich, d'Argovie et ceux de Bâles. La construction de la première ligne suisse à partir de Zurich resta en plan à Baden en 1847 et six ans plus tard la société se fondit  dans celle du Nord-Est. 
Les Chemins de fer du Nord-Est étaient en 1856, avec la Compagnie du chemin de fer de Lyon à Genève, les Chemins de fer de l'ouest suisse et les Chemins de fer du central suisse, les principales actions suisses cotées à Genève, les autres étant liquidés à Paris et Lyon.
Les Chemins de fer du Nord-Est commencèrent par assurer une liaison directe entre Zurich et le Lac de Constance, aboutissant à Romanshorn en concurrence avec la prospère Compagnie de l'Union-Suisse, basée à Saint-Gall. En 1856-1858, ils achevèrent le tronçon Baden-Brugg-Aarau, rejoignant ainsi le réseau de la Compagnie du Central-Suisse et reliant Zurich à Bâle. De son côté, le Valais octroya le 11 janvier 1853, une concession pour une ligne partant du Bouveret, au bord du Lac Léman, pour rejoindre Sion. 
Dans la lutte pour la liaison nord-sud, les Chemins de fer du Nord-Est se rallièrent vers 1865 au projet du Tunnel du Saint-Gothard. De 1873 à 1882, la compagnie construisit avec les Chemins de fer du central suisse la ligne du Sud en Argovie (Rupperswil-Brugg-Immensee), qui leur servit de liaison avec le Gothard. Le Central-Suisse sera le futur exploitant de cette ligne.

## Matériel roulant

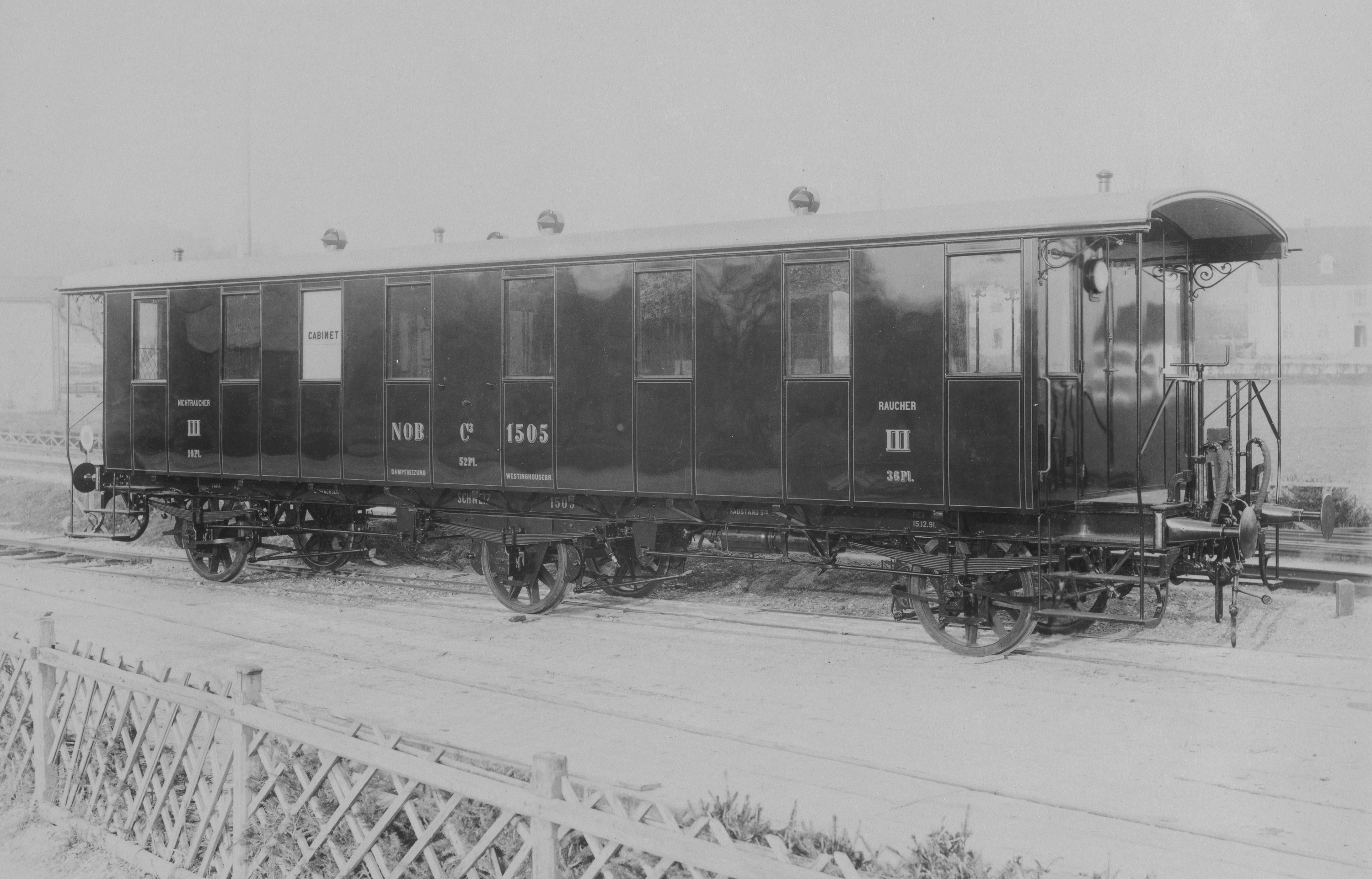
Voiture 3e classe construite en 1891

En 1882 la société disposait de 142 locomotives à vapeur, 488 voitures, 2400 wagons.